# 5252 Vikrymov
5252 Vikrymov là một tiểu hành tinh vành đai chính với chu kỳ quỹ đạo là 1335.7710165 ngày (3.66 năm).
Nó được phát hiện ngày 13 tháng 8 năm 1985.